# Бодва
Бодва (словац. Bodva, угор. Bódva) — річка в Словаччині і Угорщині, ліва притока Слани. 

## Характеристика
Річка завдовжки 113 км, з яких Угорщиною протікає 56,1 км. Середній нахил: 83,8 см/км, тобто для рівнинної Угорщини вона є досить крутою. Ширина у долині 8-14 метрів. Середня швидкість води 2-4 км/год, а глибина 0,5-1 м. Максимальний водостік при повенях становить 80,0 м³/с. 

## Русло
Її витік знаходиться у словацьких Рудних горах. Річка перетинає кордон з Угорщиною поблизу Турні-над-Бодвоу і впадає в річку Шайо у місті Болдва, на півночі від міста Мішкольц. Є дві притоки — Іда та Турня.
Бодва тече по східному краю карстової системи скель, тому вона має несиметричний малюнок дренажу.

## Річкова система
Річка є частиною водної системи Бодва —Шайо —Тиса —Дунай —Чорне море

## Населені пункти вздовж річки
- Словаччина: Штос, Медзев, Ясов, Молдава-над-Бодвою, Турня-над-Бодвоу, Гостівці
- Угорщина: Гідвегардо (Hídvégardó), Комяті (Komjáti), Бодварако (Bódvarákó), Перкупа (Perkupa), Салонна (Szalonna), Сендрьо (Szendrő), Сендрьолад (Szendrőlád), Еделень (Edelény), Болдва (Boldva).